# Phylloserica brenskei
Phylloserica brenskei är en skalbaggsart som beskrevs av Brancsik 1892. Phylloserica brenskei ingår i släktet Phylloserica och familjen Melolonthidae.
Artens utbredningsområde är Madagaskar. Inga underarter finns listade i Catalogue of Life.